# グリエルモ・パラッツァーニ
グリエルモ・パラッツァーニ（Guglielmo Palazzani、1991年4月11日 - ）は、プロ14ゼブレに所属するラグビーユニオン選手。

## プロフィール
- イタリア、ガルドーネ・ヴァル・トロンピア出身。
- ポジションはスクラムハーフ(SH)。
- 身長 173cm、体重 83kg
- U20イタリア代表に選ばれたことがある[1]。
- イタリア代表キャップは41（2021年1月現在）でラグビーワールドカップ2015・ラグビーワールドカップ2019のイタリア代表に選ばれた[2]。

## 略歴
カルヴィザーノを経て、2013年、ゼブレに加入。